# Sasha (voornaam)
Sasha (Russisch: Саша), ook geschreven als Saša, Sacha, Sascha, Sascia of Sasja, is een voornaam die aan zowel mannen als vrouwen gegeven wordt. De naam komt van het Griekse Alexander (mannelijk) en Alexandra/Alexandria (vrouwelijk). In Oost-Europa wordt de naam vooral als jongensnaam gebruikt, maar in West-Europa en de Verenigde Staten wordt de naam vooral aan meisjes gegeven.

## Bekende naamdragers
- Sacha Baron Cohen, Britse komiek
- Sacha de Boer, Nederlandse nieuwslezeres
- Sacha Bulthuis, Nederlandse actrice
- Sasha Cherny, Russische dichter
- Sacha Distel, Franse zanger
- Sasha Grey, Amerikaanse actrice
- Sascha Schmitz, Duitse zanger
- Sascha Visser, Nederlandse acteur